# Michael Rakowitz
Michael Rakowitz (* 22. Oktober 1973 in Great Neck, Long Island, New York) ist ein US-amerikanischer Künstler, der aus einer jüdischen, irakischen Familie stammt. Er ist Associate Professor in Art Theory and Practice an der Northwestern University, Evanston, Illinois.

## Leben
Rakowitz studierte bis 1995 am Purchase College und absolvierte danach bis 1998 ein Masterstudium am Massachusetts Institute of Technology in Cambridge. Zwischen September 2002 und Mai 2006 war er Professor am Department of Sculptural Studies am Maryland Institute College of Art, seit 2006 ist er Associate Professor in Art Theory and Practice an der Northwestern University.
Neben Projekten im öffentlichen Stadtraum hat er 2010 eine Einzelausstellung in der Tate Gallery of Modern Art, London, realisiert und hat an der Biennale of Sydney (2008), der Istanbul Biennial (2007) und der Sharjah Biennial (2007) teilgenommen. 2018 hat Rakowitz auf dem Denkmalsockel am Trafalgar Square einen Lamassu nachgebildet, einen Schutzdämon aus Datteldosen. Nachdem ein Angehöriger der Terrormiliz IS 2015 einen Original-Lamassu aus Stein mit einem Schlagbohrer vernichtet hatte, wollte er sich mit seinem Kunstwerk an einem stark befahrenen Platz in London an die verschwundenen und zerstörten Kulturgüter des Irak beziehen, das daran erinnert, was alles nicht mehr auf der Erde existiert.
Er lebt in Chicago.

## Ausstellungen
- 2000: Climate Control, Special Project, P.S.1 Contemporary Art Center, New York City.
- 2003: Romanticized All Out of Proportion, Special Project, Queens Museum of Art, New York City.
- 2008: Heartland, Van Abbemuseum, Eindhoven, Niederlande.
- 2010: Climate Capsules, Museum für Kunst und Gewerbe, Hamburg.
- 2010: Tate Modern, London.
- 2012: documenta 13.
- 2015: 14. Istanbul Biennale.